# Llista de Creus de Sant Jordi/2000

#### Persones
Informació actualitzada per un bot. Els canvis manuals es perdran quan s'actualitzi!
| Persona                              | Wikidata  | Descripció                                       | Ocupació                                                                   | Imatge |
| ------------------------------------ | --------- | ------------------------------------------------ | -------------------------------------------------------------------------- | ------ |
| Curt Wittlin                         | Q124315   | Filòleg suís                                     | lingüista professor d'universitat romanista                                |        |
| Anna Lizaran i Merlos                | Q447843   | actriu catalana                                  | actor de teatre actor de cinema actor de televisió director de cinema      |        |
| Carme Riera i Guilera                | Q451764   | escriptora mallorquina                           | guionista escriptor professor d'universitat assagista                      |        |
| Miguel He rrero y Rodríguez de Miñón | Q951258   | polític espanyol                                 | polític advocat                                                            |        |
| Jordi Herralde Grau                  | Q979422   | escriptor i editor català                        | empresari escriptor editor                                                 |        |
| Jordi Sabater i Pi                   | Q1387437  | primatòleg català                                | primatòleg zoòleg antropòleg professor d'universitat                       |        |
| Miquel Esquirol i Clavero            | Q2736415  | polític espanyol                                 | polític                                                                    |        |
| Lluís Llongueras Batlle              | Q2790994  | perruquer i artista català                       | perruquer empresari escultor                                               |        |
| Armand de Fluvià i Escorsa           | Q8204576  | geneologista, heraldista i activista LGBT català | genealogista heraldista historiador activista pels drets LGBT              |        |
| Joan Becat i Rajaut                  | Q9011846  | Geògraf i professor universitari català          | geògraf catedràtic                                                         |        |
| Joaquim Muntañola i Puig             | Q9012164  | escriptor i dibuixant de còmics barcelonès       | escriptor traductor autor de còmic caricaturista                           |        |
| Lluís Roca-Sastre i Muncunill        | Q9023354  |                                                  | jurista                                                                    |        |
| Agustí Contijoch i Mestres           | Q11904395 |                                                  | empresari polític                                                          |        |
| Avel·lí Ibàñez i Sensarrich          | Q11907374 |                                                  | activista cultural                                                         |        |
| Carme Mateu Quintana                 | Q11912501 | empresària i promotora cultural catalana         | activista cultural empresari                                               |        |
| Enric Aguadé Sans                    | Q11919282 | Metge i excursionista català                     | metge                                                                      |        |
| Joan Corominas i Vila                | Q11927684 | empresari català                                 | empresari                                                                  |        |
| Jordi Mir i Parache                  | Q11928327 | filòleg, escriptor i activista cultural català   | lingüista editor escriptor professor de català filòleg assessor lingüístic |        |
| Josep Maria Solà-Solé                | Q11928756 |                                                  | arabista filòleg escriptor                                                 |        |
| Josep Oriol Panyella i Cortès        | Q11928836 | economista i promotor cultural català            | economista activista cultural                                              |        |
| Lluís Duran i Barrionuevo            | Q11933598 |                                                  | metge                                                                      |        |
| Marc Taxonera i Comas                | Q11935225 |                                                  |                                                                            |        |
| Maria Dolors Coll i Vendrell         | Q11935429 |                                                  | carillonista pianista                                                      |        |
| Marie-Claire Zimmermann              | Q11935540 | filòloga i catalanòfila francesa                 | filòleg                                                                    |        |
| Pere Gol i Teixidor                  | Q11940978 | jugador de bàsquet espanyol                      | jugador de bàsquet entrenador de bàsquet                                   |        |
| Víctor Grífols i Lucas               | Q11955035 | químic i farmacèutic català                      | farmacèutic químic                                                         |        |
| Víctor Torres i Perenya              | Q11955050 | polític català                                   | polític columnista mediador d'assegurances                                 |        |
| Jordi Alumà i Masvidal               | Q16165466 | pintor català                                    | pintor dibuixant cartellista                                               |        |
| Jaume Casajoana i Roca               | Q16187739 |                                                  | advocat polític professor d'universitat                                    |        |
| Núria Llimona Raymat                 | Q16861863 | pintora catalana                                 | pintor artista visual                                                      |        |
| Ramon Trias i Rubiès                 | Q17278948 | metge espanyol                                   | metge                                                                      |        |
| Manuel Mundó i Marcet                | Q19257138 | historiador i paleògraf català                   | historiador arxiver                                                        |        |
| Joan Gaspart i Bonet                 | Q19299870 | empresari català                                 | empresari                                                                  |        |
| Josep Antoni Oriol Novellas          | Q19300286 | activista espanyol                               | activista                                                                  |        |
| Josep Maria Jarque i Jutglar         | Q19300488 | pedagog català                                   | pedagog                                                                    |        |
| Josep Ruaix i Vinyet                 | Q19300670 | sacerdot, gramàtic i escriptor català            | lingüista escriptor poeta professor de català                              |        |
| Manuel Esqué i Montseny              | Q19300952 | sacerdot claretià català                         | sacerdot catòlic                                                           |        |
| Simeó Miquel i Peguera               | Q19301881 | advocat català                                   | jurista advocat                                                            |        |
| Esperança Martí i Salís              | Q20101107 | dirigent sanitària catalana                      |                                                                            |        |
| Silvestra Moreno i García            | Q20101243 |                                                  |                                                                            |        |

#### Entitats
Informació actualitzada per un bot. Els canvis manuals es perdran quan s'actualitzi!
| Entitat                                                      | Wikidata  | Descripció                                      | Imatge |
| ------------------------------------------------------------ | --------- | ----------------------------------------------- | ------ |
| Companyia de Maria-Lestonnac                                 | Q2275434  |                                                 |        |
| Escola Tècnica Superior d'Enginyeria Industrial de Barcelona | Q2750060  | Escola Tècnica Superior d'Enginyeria Industrial |        |
| Diari de Vilanova                                            | Q5271838  | diari local                                     |        |
| Ràdio Associació de Catalunya                                | Q9071531  | Societat cooperativa fundada l'any 1924         |        |
| Associació d'Amics de Sant Pere de Ponts                     | Q11907001 |                                                 |        |
| Federació de Cors de Clavé                                   | Q11921692 |                                                 |        |
| Moviment Rialles de Catalunya                                | Q11937742 |                                                 |        |
| Honorable Col·legi de Cerers                                 | Q17606437 |                                                 |        |